# Eupithecia vancouverata
Eupithecia vancouverata är en fjärilsart som beskrevs av Taylor 1906. Eupithecia vancouverata ingår i släktet Eupithecia och familjen mätare. Inga underarter finns listade i Catalogue of Life.